# 1991 BA
1991 BA è un meteoroide che alle 17:18 UTC del 18 gennaio 1991 transitò ad una distanza di quasi 170.000 km dalla superficie terrestre, equivalenti a 26,8 raggi terrestri dal centro del pianeta. Il primo ad essere osservato ad una distanza inferiore a quella tra Terra e Luna.
Alla data della scoperta divenne l'oggetto con il passaggio più radente alla superficie tra quelli censiti dall'MPC,, superando 4581 Asclepius transitato il 22 marzo 1989. Il 20 maggio 1993 il primato gli fu strappato da 1993 KA2 che transitò più vicino alla Terra di quasi 25.000 km.
In paragone, i satelliti geostazionari orbitano a 5,6 raggi terrestri, i satelliti GPS a 3,17 raggi terrestri dal centro del pianeta e la distanza Terra-Luna è di oltre 50 raggi terrestri.
1991 BA è stato stimato di 10 metri di diametro. Questo significa che non sarebbe stato interamente bruciato a causa della frizione atmosferica prima di un eventuale impatto al suolo. Gli oggetti con meno di 50 metri di diametro sono generalmente classificati come meteoroidi piuttosto che come asteroidi.